# Seznam prezidentů Senegalu
Toto je seznam prezidentů Senegalu od roku 1960, kdy tento stát získal nezávislost na Francii:

## Seznam prezidentů
| #                                                       | Portrait                                                | Titulaire (Naissance-mort)                              | Élection                                                | Mandat                                                  | Mandat                                                  | Parti politique                                         | Parti politique |
| Président de la Fédération du Mali Chef du gouvernement | Président de la Fédération du Mali Chef du gouvernement | Président de la Fédération du Mali Chef du gouvernement | Président de la Fédération du Mali Chef du gouvernement | Président de la Fédération du Mali Chef du gouvernement | Président de la Fédération du Mali Chef du gouvernement | Président de la Fédération du Mali Chef du gouvernement |                 |
| ------------------------------------------------------- | ------------------------------------------------------- | ------------------------------------------------------- | ------------------------------------------------------- | ------------------------------------------------------- | ------------------------------------------------------- | ------------------------------------------------------- | --------------- |
| 1                                                       |                                                         | Modibo Keïta (1915-1977)                                | —                                                       | 4 avril 1959                                            | 22 septembre 1960                                       |                                                         | US-RDA          |
| Chef du gouvernement                                    |                                                         |                                                         |                                                         |                                                         |                                                         |                                                         |                 |
| 1                                                       |                                                         | Léopold Sédar Senghor(1906-2001)                        | 1960 1963 1968 1973 1978                                | 22 septembre 1960                                       | 31 décembre 1980                                        |                                                         | PS              |
| 2                                                       |                                                         | Abdou Diouf (1935-)                                     | 1983 1988 1993                                          | 1 janvier 1981                                          | 1 avril 2000                                            |                                                         | PS              |
| 3                                                       |                                                         | Abdoulaye Wade (1926)                                   | 2000 2007                                               | 1 avril 2000                                            | 2 avril 2012                                            |                                                         | PDS             |
| 4                                                       |                                                         | Macky Sall (1961)                                       | 2012 2019                                               | 2 avril 2012                                            | 2 avril 2024                                            |                                                         | APR             |
| 5                                                       |                                                         | Bassirou Diomaye Faye (1980)                            | 2024                                                    | 2 avril 2024                                            | en cours                                                |                                                         | PASTEF          |

- UPS – Senegalský pokrokový svaz
- PS – Socialistická strana Senegalu
- PDS – Senegalská demokratická strana
- APR – Aliance pro republiku
- PASTEF – Afričtí patrioti ze Senegalu pro práci, etiku a bratrství